# Sant Pol de Mar
Sant Pol de Mar – gmina w Hiszpanii, w prowincji Barcelona, w Katalonii, o powierzchni 7,54 km². W 2011 roku gmina liczyła 5073 mieszkańców.

## Współpraca
- Andorra la Vella, Andora